# Odwzorowanie quasi-stereograficzne
Odwzorowanie quasi-stereograficzne – równokątne, azymutalne odwzorowanie powierzchni elipsoidy obrotowej na płaszczyznę. Siatka kartograficzna w tym odwzorowaniu jest podobna do siatki kartograficznej w odwzorowaniu stereograficznym sfery. Odwzorowanie to charakteryzuje się niewielkimi zniekształceniami w pobliżu punktu głównego odwzorowania (odpowiadającego punktowi styczności płaszczyzny i sfery w rzucie stereograficznym), dlatego jest szczególnie przydatne do przedstawiania obszarów, których granice mają kształt regularny, zbliżony do okręgu. Południk przechodzący przez punkt główny, zwany południkiem środkowym, odwzorowuje się jako linia prosta.
Odwzorowanie quasi-stereograficzne musi spełniać następujące warunki:
- jest równokątne,
- obrazem południka środkowego na płaszczyźnie jest odcinek linii prostej, a pozostałych południków - krzywe symetryczne względem niego,
- odcięte {\displaystyle x} punktów leżących na południku środkowym oblicza się według wzoru:

{\displaystyle x_{m}=2R_{0}\cdot \operatorname {tg} \left({\frac {s}{2R_{0}}}\right)}

gdzie {\displaystyle R_{0}} to średni promień krzywizny elipsoidy obrotowej w punkcie głównym odwzorowania, a {\displaystyle s} to długość łuku południka od punktu głównego do równoleżnika odwzorowywanego punktu.

## Zastosowanie
Odwzorowanie quasi-stereograficzne było używane w Polsce w okresie międzywojennym do opracowania pomiarów geodezyjnych i sporządzania map topograficznych w skalach od 1:10 000 do 1:100 000. Oparto na nim także układy współrzędnych 1965 (4 z 5 stref) i GUGIK 1980.